# Krzysztof Zwoliński
Krzysztof Zwoliński (Krapkowice, 2 januari 1959) is een Poolse atleet die meestal de 100 meter liep in competitie. Hij was Pools indoorkampioen op de 60 meter in 1986.
Hij deed voor Polen mee op de Olympische Zomerspelen van 1980, gehouden in Moskou, Sovjet-Unie, waar hij de zilveren medaille won op de 4 x 100 meter estafette met zijn teammaten Zenon Licznerski, Leszek Dunecki en Marian Woronin.

## Persoonlijk records
- 100 m - 10,38 (1982)

## Palmares

### 4 x100 m estafette
- 1980:  OS - 38.33
- 1982: 5e EK - 39,00
- 1983: 6e WK - 38,72